# Zh (dwuznak)
Zh – dwuznak używany w niektórych językach świata.
W języku angielskim jest używany głównie do transkrypcji słów z języków posługujących się pismami innymi niż alfabet łaciński (np. ж z cyrylicy). Brzmi jak polskie ż, czeskie ž i rosyjskie ж. W alfabecie bretońskim oznacza, w zależności od dialektu, dźwięk brzmiący jak polskie ch, angielskie h lub polskie z. W języku chińskim (zapis hanyu pinyin) oznacza retrofleksyjne nieprzydechowe [t͡ʂ] (zbliżonego do polskiego cz), w przeciwieństwie do podniebiennego nieprzydechowego [t͡ɕ] (zbliżonego do polskiego ć), zapisywanego jak j.